# 달성군 (1948년 선거구)
달성군은 대한민국의 옛 국회의원 선거구이다. 당시 경상북도 달성군 지역을 관할했다.

## 역사
제헌 국회의원 선거를 앞두고 달성군 전 지역을 관할하는 선거구로 신설되었다.
1958년 1월, 해안면·공산면·가창면·월배면·성서면이 대구시에 편입되었다. 이로 인해 해당 지역들이 대구시 병, 대구시 무, 대구시 기로 각각 편입되었다.
제6대 국회의원 선거를 앞두고 고령군 선거구와 통합되면서 달성군·고령군 선거구를 형성하게 됨에 따라 폐지되었다.

## 역대 국회의원
| 선거   | 정당 | 정당       | 의원   |
| ------ | ---- | ---------- | ------ |
| 1948년 |      | 전도회     | 김우식 |
| 1950년 |      | 무소속     | 권오훈 |
| 1952년 |      | 대한국민당 | 배은희 |
| 1954년 |      | 민주국민당 | 조재천 |
| 1958년 |      | 자유당     | 김성곤 |
| 1960년 |      | 민주당     | 박준규 |

## 역대 선거 결과

### 대한민국 제헌 국회의원 선거
|  | 31.73% |

|  | 29.22% |

|  | 20.31% |

|  | 18.72% |

|  | 0% |

### 대한민국 제2대 국회의원 선거
|  | 16.92% |

|  | 10.40% |

|  | 9.00% |

|  | 6.93% |

|  | 6.38% |

|  | 6.37% |

|  | 6.28% |

|  | 5.30% |

|  | 4.33% |

|  | 4.29% |

|  | 3.78% |

|  | 3.39% |

|  | 2.99% |

|  | 2.86% |

|  | 2.86% |

|  | 2.53% |

|  | 2.37% |

|  | 2.20% |

|  | 0.74% |

### 1952년 대한민국 재보궐선거
권오훈 의원의 사망으로 인해 치러진 1952년 대한민국 재보궐선거에서 대한국민당 배은희 후보가 당선되었다.

### 대한민국 제3대 국회의원 선거
|  | 40.50% |

|  | 24.66% |

|  | 12.69% |

|  | 10.45% |

|  | 4.04% |

|  | 3.61% |

|  | 3.31% |

|  | 0.71% |

|  | 0% |

### 대한민국 제4대 국회의원 선거
|  | 72.75% |

|  | 27.24% |

### 대한민국 제5대 국회의원 선거
|  | 71.64% |

|  | 28.35% |